# 岩瀬町農業協同組合
岩瀬町農業協同組合（いわせまちのうぎょうきょうどうくみあい）は、茨城県桜川市（旧岩瀬町）にあった農業協同組合。通称、岩瀬町農協、JA岩瀬町。

## 概要

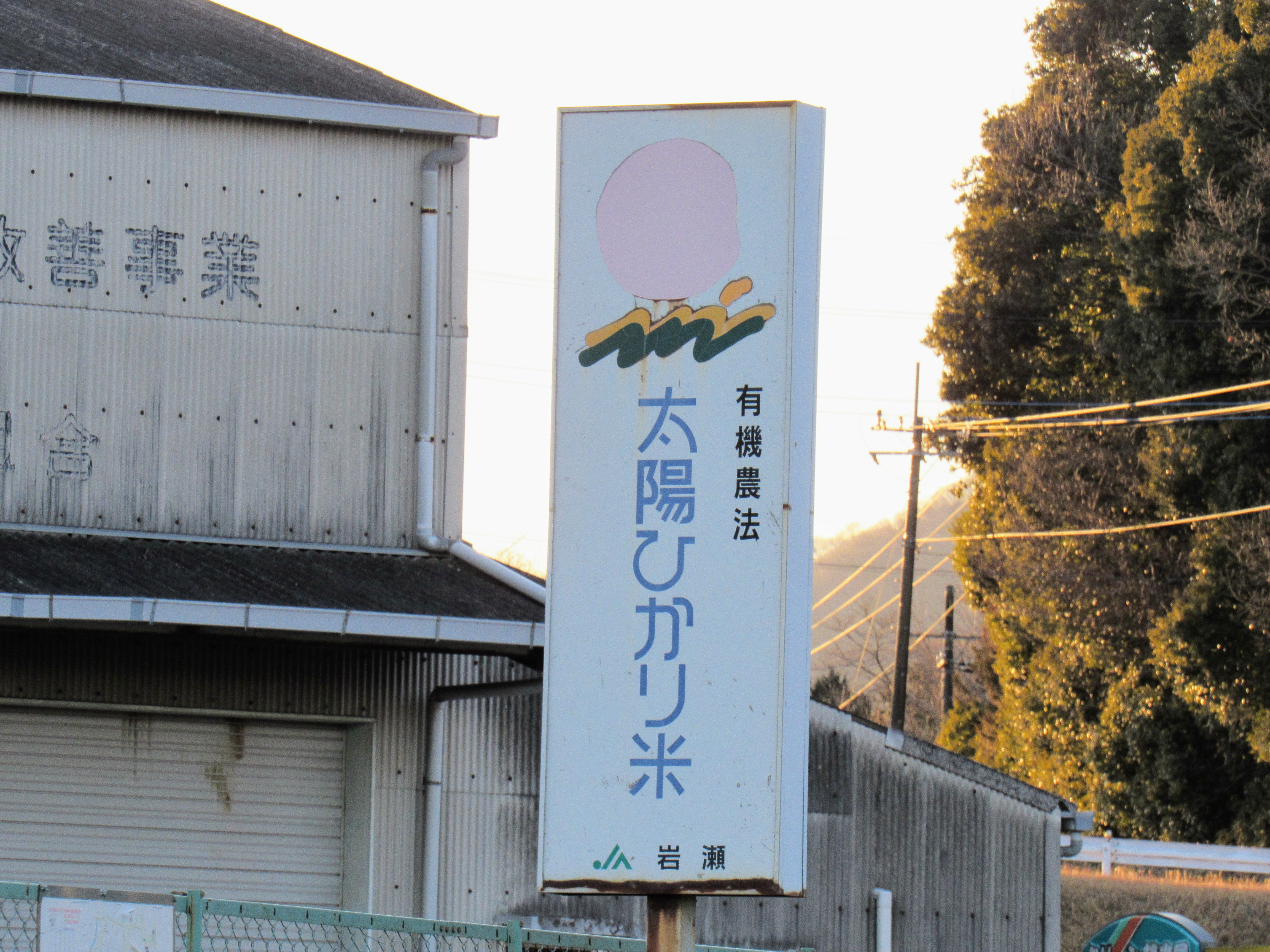
太陽ひかり米

岩瀬町、北那珂村、東那珂村の各農協が合併し誕生した農業協同組合。2005年の岩瀬町の消滅に続いて2006年にJA北つくばと合併し消滅した。
主な農産物は米、麦、タバコ、鶏卵
銘柄米として「太陽ひかり米」を展開していた。

## 沿革

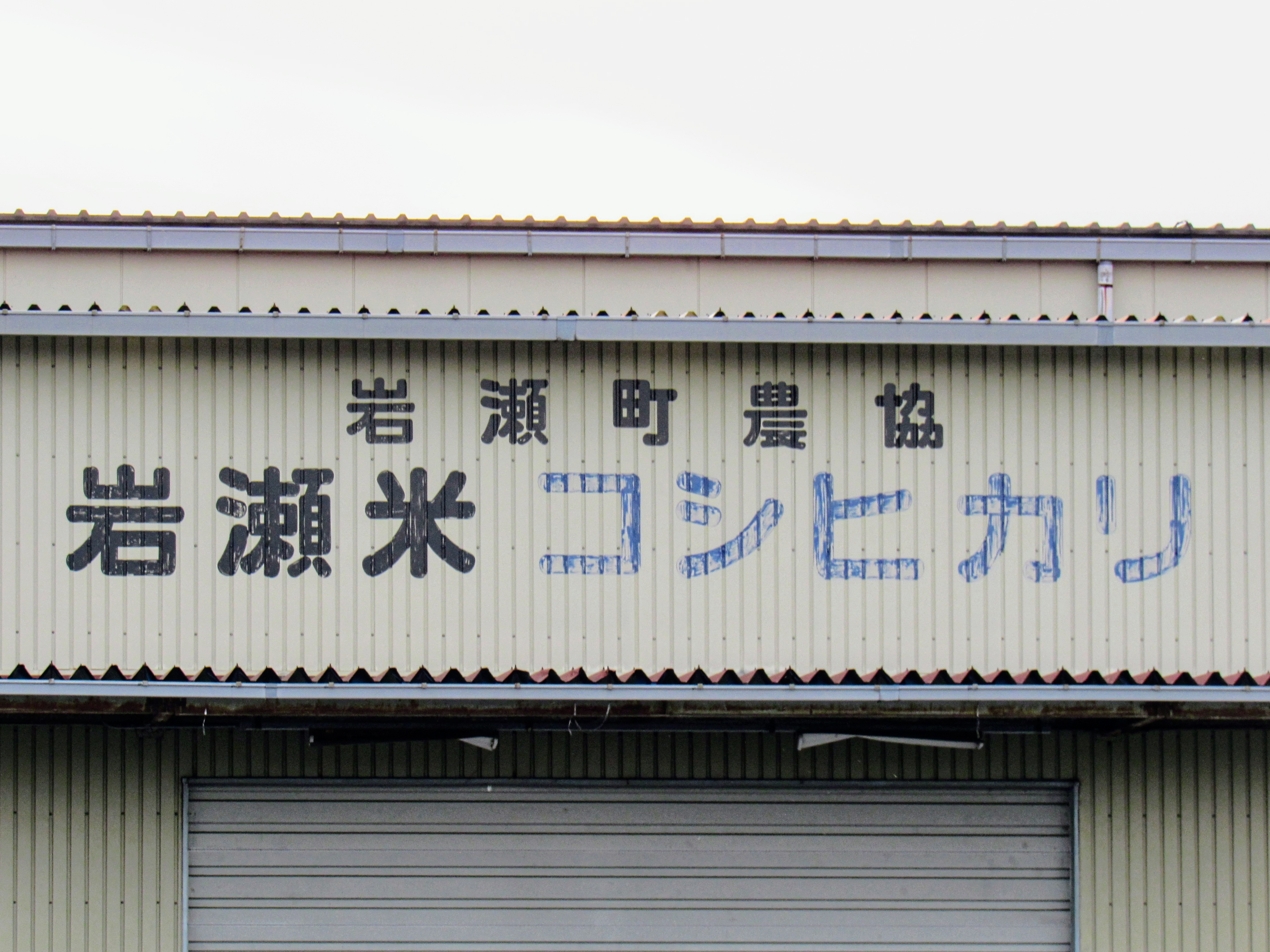

### 農協合併前
- 1901年（明治34年）10月23日︰北那珂村で（無）北那珂信購販組合が発足[1]
- 1911年（明治44年）9月14日︰東那珂村で（有）東那珂信購販組合が発足
- 1915年（大正4年）7月13日：西那珂村で（保）岩瀬信販購利組合が発足。区域は大字岩瀬、犬田。
- 1919年（大正8年）9月5日：西那珂村で西那珂協和信用購買販売利用組合が発足する。区域は大字大泉、飯渕、久原、西飯岡、富岡、長方など。
- 1925年（大正14年）1月1日：西那珂村が町制施行し岩瀬町となる。
- 1944年（昭和19年）
  - 3月16日︰北那珂村農業会が発足する。
  - 4月6日︰東那珂村農業会が発足する。
  - 5月29日︰岩瀬町農業会が発足する。
- 1947年（昭和22年）：8月15日︰岩瀬町、北那珂村、東那珂村の農業会が解散
- 1948年（昭和23年）
  - 5月18日：岩瀬町農業協同組合が発足する。
  - 6月25日︰北那珂農業協同組合、東那珂農業協同組合が発足する。
- 1955年（昭和30年）4月1日：岩瀬町、北那珂村、東那珂村が合併し岩瀬町が発足。

### 岩瀬町農協
- 1968年（昭和43年）
  - 6月1日：3農協が大同合併し岩瀬町農業協同組合が発足する。会長は利根川清太郎。
  - 8月27日：農協本所・農協会館（岩瀬町岩瀬1911-1）の土地を取得。10月から仮事務所の建築を開始。
  - 12月：当地に本所仮事務所（鉄骨平屋建て・スレート葺）が完成
- 1969年（昭和44年）2月4日：本所仮事務所の竣工式を挙行
- 1974年（昭和49年）：葬祭事業を開始
- 1977年（昭和52年）
  - 9月2日：農協本所・農協会館が竣工
  - 10月10日：農協本所・農協会館の竣工式を挙行
- 1978年（昭和53年）12月1日：本所仮事務所を農機センターに改築
- 1988年（昭和63年）
  - 5月18日：西部ライスセンターが完成
  - 8月1日：西部中央支所を新設
- 1992年（平成4年）4月17日︰葬祭事業部署として「こすもす岩瀬」をオープン
- 2005年（平成17年）10月1日：西茨城郡岩瀬町、真壁郡真壁町、大和村が合併し桜川市が発足。
- 2006年（平成18年）8月1日：北つくば農業協同組合に吸収され消滅。

## 本支所・施設

### 本所
- 現在の状態を記載
- 総工費1億7780万円[1]

### 支所
- 西部駅前支所 − 岩瀬169
- 西部中央支所 − 長方168-3
- 北部支所 − 南飯田853（旧北那珂村役場）
- 東部支所 − 友部1037

### 施設
- 西部ライスセンター - 長方168-3
- 北部ライスセンター - 亀岡865
- 東部ライスセンター - 加茂部927-1
- 育苗センター - 長方164-4
- 富谷加工所 - 富谷2311
- 西部青果物集荷所 - 堤上346-2

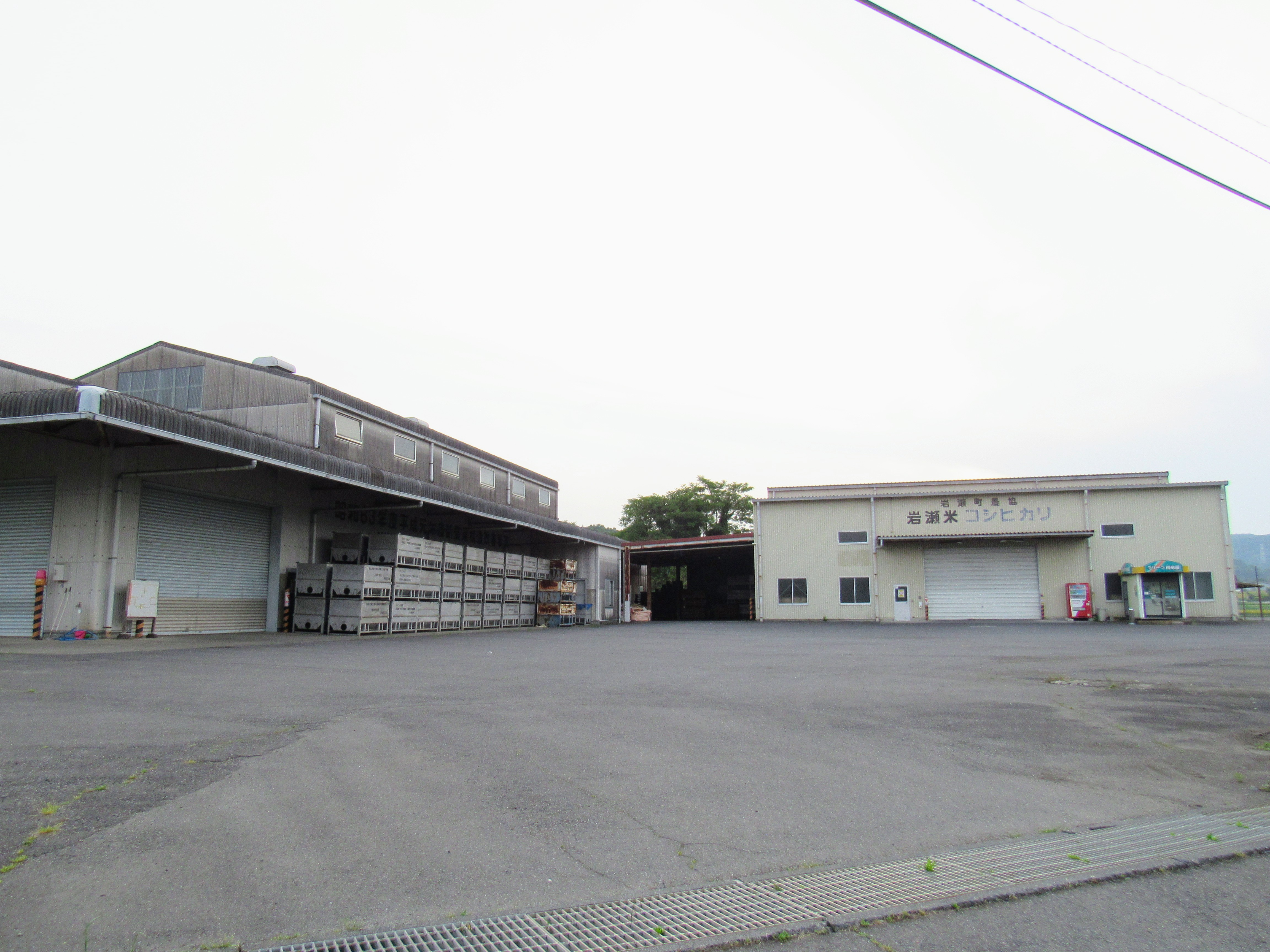
西部ライスセンター

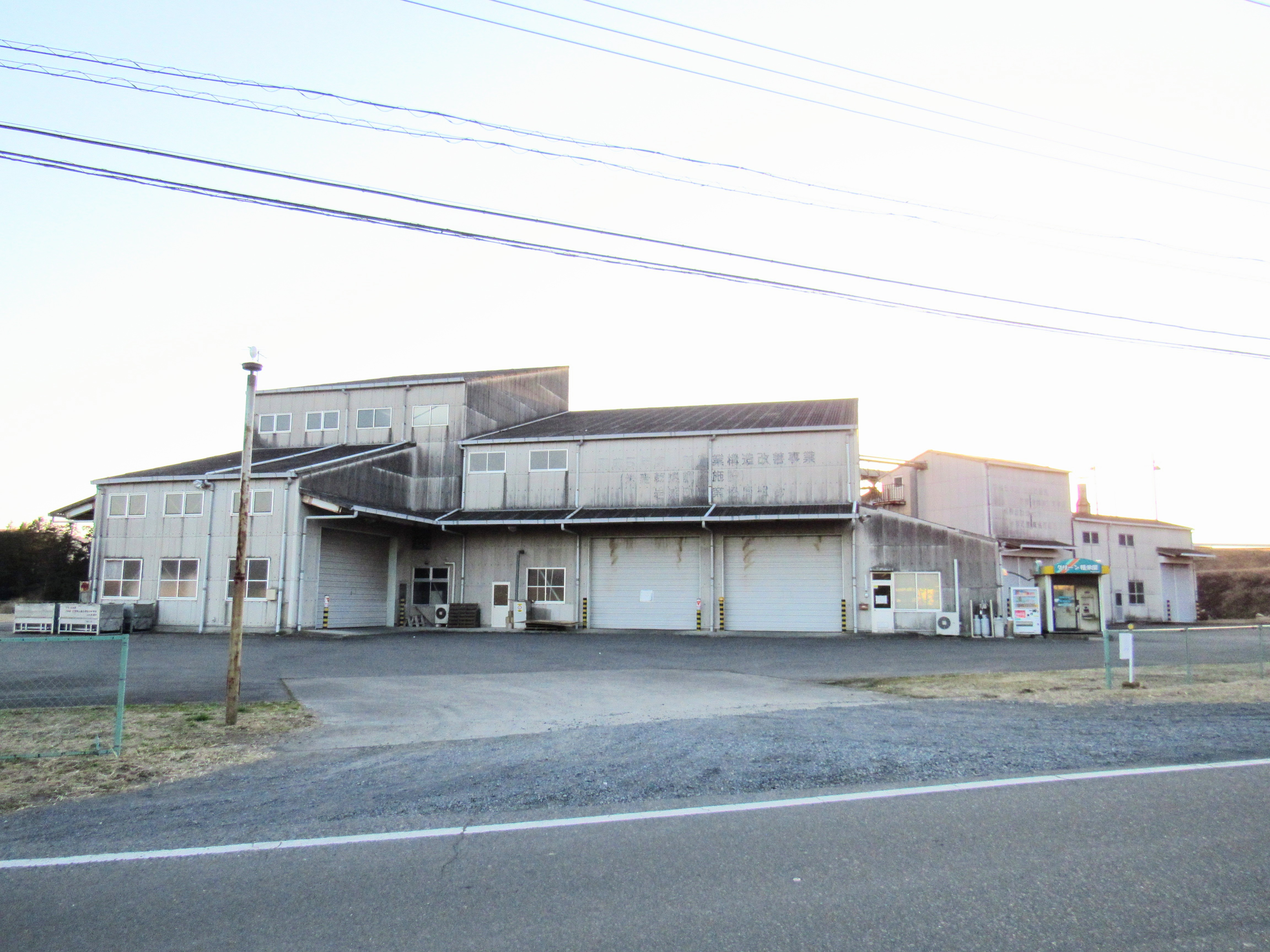
北部ライスセンター

- 富谷麦作集団作業センター - 富谷1104
- 堤上麦作集団作業センター - 堤上179-1
- 坂本麦作集団作業センター - 坂本342-1
- 木植麦作集団作業センター - 木植363

### 事業所
- 友部給油所 - 友部619
- 富谷給油所 - 富谷1199-1
- カスミ岩瀬店ATM − 桜川市御領1−58（旧マルカワ）

## その他事業

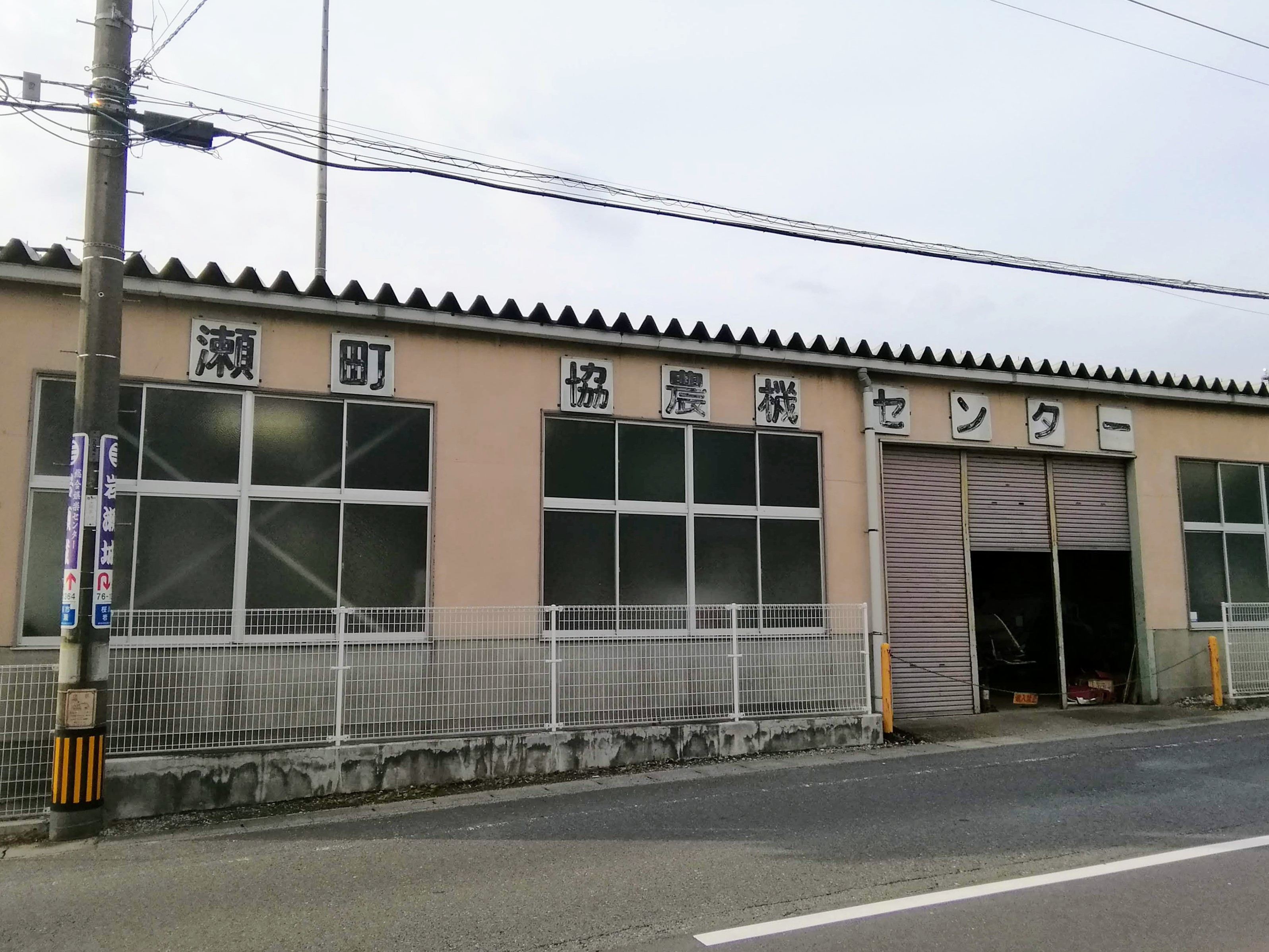
農機センター

- 有線放送電話事業
- 結婚式場
- 葬祭事業 - こすもす岩瀬（東部支所内）
- 農機センター事業